# Make Me (Cry)
«Make Me (Cry)» — дебютный сингл американской певицы Ноа Сайрус, вышедший 15 ноября 2016 года на лейбле RECORDS. Сингл включает в себя вокал от английского продюсера, певца и композитора Labrinth. Песня была написана Ноа Сайрус и Labrinth.

## Музыкальное видео
Видеоклип на песню был выпущен 22 ноября 2016 года и был спродюсирован Софи Мюллер.
По состоянию на июль 2020 года музыкальное видео имеет 144 миллионов просмотров на YouTube.

## Список композиций
| №  | Название                               | Длительность |
| -- | -------------------------------------- | ------------ |
| 1. | «Make Me (Cry)» (при участии Labrinth) | 4:02         |

| №  | Название                                                  | Длительность |
| -- | --------------------------------------------------------- | ------------ |
| 1. | «Make Me (Cry)» (при участии Labrinth) (Acoustic Version) | 3:52         |

| №  | Название                                                  | Длительность |
| -- | --------------------------------------------------------- | ------------ |
| 1. | «Make Me (Cry)» (при участии Labrinth) (Marshmello Remix) | 3:24         |

## Чарты
| Чарт                                       | Высшая позиция |
| ------------------------------------------ | -------------- |
| Австралия (ARIA)                           | 67             |
| Australia Hitseekers (ARIA)                | 1              |
| Бельгия/Фландрия (Ultratip Bubbling Under) | 20             |
| Бельгия/Валлония (Ultratip Bubbling Under) | 33             |
| Канада (Billboard Canadian Hot 100)        | 46             |
| Чехия (Singles Digitál Top 100)            | 60             |
| Дания (Tracklisten)                        | 39             |
| Ирландия (IRMA) ·                          | 51             |
| Нидерланды (Single Top 100)                | 65             |
| Новая Зеландия (RMNZ)                      | 5              |
| Норвегия (VG-lista)                        | 6              |
| Шотландия (OCC Scotland)                   | 73             |
| Словакия (Singles Digitál Top 100)         | 66             |
| Швеция (Sverigetopplistan)                 | 20             |
| Великобритания (OCC UK Singles)            | 88             |
| США (Billboard Hot 100)                    | 46             |
| США (Billboard Dance/Mix Show Airplay)     | 40             |
| США (Billboard Pop Airplay)                | 22             |

## Сертификации
| Регион | Сертификация  | Продажи   |
| --- | ------------- | --------- |
| Австралия (ARIA) | Платиновый    | 70 000    |
| Канада (Music Canada) | Платиновый    | 80 000    |
| Дания (IFPI Danmark) | Золотой       | 45 000    |
| Мексика (AMPROFON) | Золотой       | 30 000    |
| Швеция (GLF) | Платиновый    | 40 000    |
| США (RIAA) | 2× Платиновый | 2 000 000 |
| * Данные о продажах приведены только на основе сертификации. · ^ Данные о тиражах приведены только на основе сертификации. · Данные о продажах + прослушиваниях приведены только на основе сертификации. |               |           |

## История релизов
| Регион | Дата              | Формат                               | Лейбл   | Прим.  |
| ------ | ----------------- | ------------------------------------ | ------- | ------ |
| Мир    | 15 ноября 2016    | Цифровая загрузка                    | RECORDS | [ 4 ]  |
| США    | 10 января 2017    | Top 40                               | RECORDS | [ 31 ] |
| США    | 6 февраля 2017    | Hot adult contemporary radio         | RECORDS | [ 32 ] |
| США    | 22 апреля 2017    | винил                                | RECORDS | [ 33 ] |
| США    | 13 декабря 2016   | Цифровая загрузка — Acoustic Version | RECORDS | [ 5 ]  |
| США    | February 17, 2017 | Цифровая загрузка — Marshmello Remix | RECORDS | [ 6 ]  |